# Йог-Сотот
Йоґ-Сотот (англ. Yog-Sothoth), відомий також під іменами Той, хто зачаївся на Порозі (англ. Lurking in the Threshold), Ключ і Брама, Всесодержатель — вигаданий персонаж пантеону Древніх з «Міфів Ктулху». Вперше згадується в повісті Говарда Лавкрафта «Випадок Чарльза Декстера Варда» (написана в 1927 році, вперше опублікована в 1941)

## Місце в пантеоні
Йоґ-Сотот відіграє в пантеоні Міфів Ктулху роль нейтрального божества, охоронця воріт між світами, фізичного втілення світобудови. В оповіданні Лавкрафта «Крізь браму срібного ключа» герой називає його «Буття». Йоґ-Сотот замкнений поза нашим Всесвітом, він існує одночасно в усіх часах і в усьому просторі. Це всезнаючий бог, який силою перевершує Азатота, а мудрістю — Йіга. На думку письменника Кларка Ештона Сміта, Йоґ-Сотот в одному зі своїх втілень міг керувати часом.
В оповіданні «Жах Данвіча» (1929) Говард Лавкрафт описав близнюків — дітей Йоґ-Сотота і земної жінки. Судячи з того, що один з близнюків, Вілбур Уотлі, викликав Древніх (англ. Old Ones), щоб контролювати другого близнюка, між Йоґ-Сототом і Древніми існує якийсь зв'язок. Сам Лавкрафт дає кілька концептуально різних визначень Древніх, в тому числі і як нащадків Ктулху, тому звертатися до першоджерела в даному випадку безглуздо.

## Опис
В оповіданні Лавкрафта «Жах у музеї» божество описується як мішанина безлічі сфер:
|  | ...Перед очима виникли згубні обриси таємничого Йоґ-Сотота — безладне нагромадження куль, які переливалися, сповнених космічної загрози... |

В книзі Дональда Тайсона «Мандри Альхазреда» міститься такий опис Йоґ-Сотота:
|  | ... Правдива історія Ібн Шакабао про те, що лице Йоґ-Сотот — це лице самих небес. Він і його величезний простір — одне і те ж, і круги сфер, які обертаються — це впорядкований рух його думок, деякі з яких рухаються швидко, інші — повільно. Його бачать в обличчя, у нього немає тіла, оскільки його тіло — це сам всесвіт, проте не сама речовина творіння, а невловима сутність і його можна сприймати тільки як мерехтливий діапазон постійно мінливих кольорів, таких, які можна побачити на панцирі жука або крилі бабки в променях сонця... |

## У масовій культурі
Йоґ-Сотот згадується деяких творах про Конана-варвара, таких як комікс «Дикий меч Конана», та супергероїчних коміксах Marvel, таких як «Веном: ворог усередині». В романі «Тисячолітні обряди» Крейга Гінтона, супутньому до серіалу «Доктор Хто», Йоґ-Сотота та Великих Древніх описано як могутніх жителів колишнього всесвіту. Ця істота фігурує в настільних іграх Pathfinder, Arkham Horror, Call of Cthulhu, Eldritch Skies.